# Capellán mayor del rey
El capellán mayor del rey era un eclesiástico y prelado de alto rango en la Corona de Castilla que estaba encargado de atender las necesidades espirituales del monarca. 

## Funciones
Jaime de Salazar y Acha señaló que existen «pocas» referencias documentales sobre las funciones que debía desempeñar el capellán mayor del rey, aunque en su opinión se puede inferir que serían las privativas de cualquier sacerdote.

## Requisitos
En el código de Las Partidas, que fue compuesto por orden de Alfonso X de Castilla y durante su reinado, consta cuáles eran los principales requisitos que debía reunir el aspirante a ocupar la capellanía mayor del rey:
- Al capellán mayor del rey, a diferencia de otros cargos elevados de la Corte, no se le exigía que fuera de «buen linaje».[1]
- Debía ser un prelado «de los mejores de su tierra», aunque con el transcurso de los siglos este requisito fue soslayado.[1]
- Era el responsable de celebrar los oficios en las solemnidades religiosas, y debía estar continuamente junto al rey y «rezarle» las horas canónicas.[2]
- Se esperaba del capellán mayor que fuera un hombre instruido y culto, a fin de que pudiera conocer bien «las horas y las escrituras» y se las pudiera hacer entender al soberano.[3]
- Cuando confesara al rey debería darle buenos y sabios consejos.[3]
- Debía ser un hombre leal hacia el monarca, a fin de no traicionar jamás el secreto de confesión, y también un hombre inteligente, experimentado y de «buen seso».[3]
- Debería destacar por llevar una vida ejemplar y por ser un individuo de buenas costumbres, a fin de que el monarca y los restantes miembros de la Corte pudieran imitarle.[3]
- Según consta en el Espéculo, que también fue compuesto por orden de Alfonso X de Castilla, el capellán mayor del rey debería ser el más «honrado y respetado» de entre todos los sacerdotes o clérigos de la Corte, ya que el rey era su feligrés.[3] Y al mismo tiempo el capellán mayor sería el encargado de vigilar y guardar el alma del monarca.[3]
- El capellán mayor debería ser un hombre entendido en las costumbres de la Iglesia católica, pues al celebrar los oficios y solemnidades con elegancia y gracia, inspiraría una mayor devoción en los miembros de la Casa del rey.[3]

Capellánes reales A.D. 1163-1453